# Joodse begraafplaatsen (Valkenburg)
Het toeristenstadje Valkenburg in de Nederlandse provincie Limburg heeft twee Joodse begraafplaatsen:
1. De oude Joodse begraafplaats langs de Dwingel (nabij de Berkelpoort) op de helling van de Heunsberg (50° 51′ 41″ NB, 5° 49′ 53″ OL).
2. De nieuwe Joodse begraafplaats op de algemene begraafplaats op de Cauberg (50° 51′ 41″ NB, 5° 49′ 35″ OL).

## De oude Joodse begraafplaats
De Joodse begraafplaats Langs de Dwingel, zoals ze officieel heet, ligt langs de Van Meijlandstraat aan de voet van de kasteelruïne. Ze is in gebruik geweest van 1792 tot 1925. Anno 2008 zijn er nog maar twee grafstenen te zien.
1. Maximiliaan Bachrach, geboren ca. 1881, overleden 08-10-1894. De tekst op de grafsteen is volledig in het Hebreeuws.
2. Eva Claessen, geboren 22-01-1836, overleden 11-11-1920. Zij was de echtgenote van David Benedik, die begraven is in Schimmert.

Dat hier meer mensen dan genoemde twee zijn begraven, is zeker. De begraafplaats is immers meer dan een eeuw ouder dan de oudste grafsteen. Wie er allemaal zijn begraven is niet bekend. Van slechts één persoon is bekend dat deze op deze begraafplaats is begraven, namelijk Jacob Cahn, overleden op 10-05-1897 op 24-jarige leeftijd. Naar verluidt is een aantal grafstenen gestolen (dat komt helaas vaker voor, omdat de hardstenen platen goed bouwmateriaal vormen) en een aantal andere in de bodem weggezakt.
Het terrein is erg instabiel. Regelmatig vinden er ondergrondse instortingen plaats van het grottenstelsel. De grafstenen zijn van zeer nabij te bekijken, maar het terrein zelf betreden is niet toegestaan en zelfs gevaarlijk.

## De nieuwe Joodse begraafplaats
Deze is gelegen op de algemene begraafplaats aan de Cauberg. Het bestaat uit twee gedeelten. In totaal zijn hier 20 grafstenen te zien. Het is echter goed mogelijk dat er nog meer mensen hier zijn begraven. In haar artikel "Stilte en Lofzang" toont Mw. A. Drint een schets waarop graven zijn aangeduid die anno 2008 niet te zien zijn. Het oudste graf stamt uit 1928, het laatste graf is gedolven in 1998.
De nieuwe Joodse begraafplaats van Valkenburg is nog steeds in gebruik. Voor rouwstoeten is er een aparte ingang, zodat men de begraafplaats kan bereiken zonder over de christelijk gewijde grond te hoeven gaan.

## De Joodse gemeente van Valkenburg
De eerste melding van Joden werd gemaakt in 1725. De Joodse gemeenschap floreerde tot het begin van de negentiende eeuw. Daarna werden de Joden in aantal kleiner, maar de gemeenschap leefde weer op aan het begin van de twintigste eeuw. Valkenburg werd een zelfstandige Joodse gemeente en bleef dit tot 1964, toen ze bij Maastricht werd gevoegd. Voor de slachtoffers van de Tweede Wereldoorlog is op de nieuwe begraafplaats een gedenkplaat aangebracht met daarop hun namen, 44 in getal.

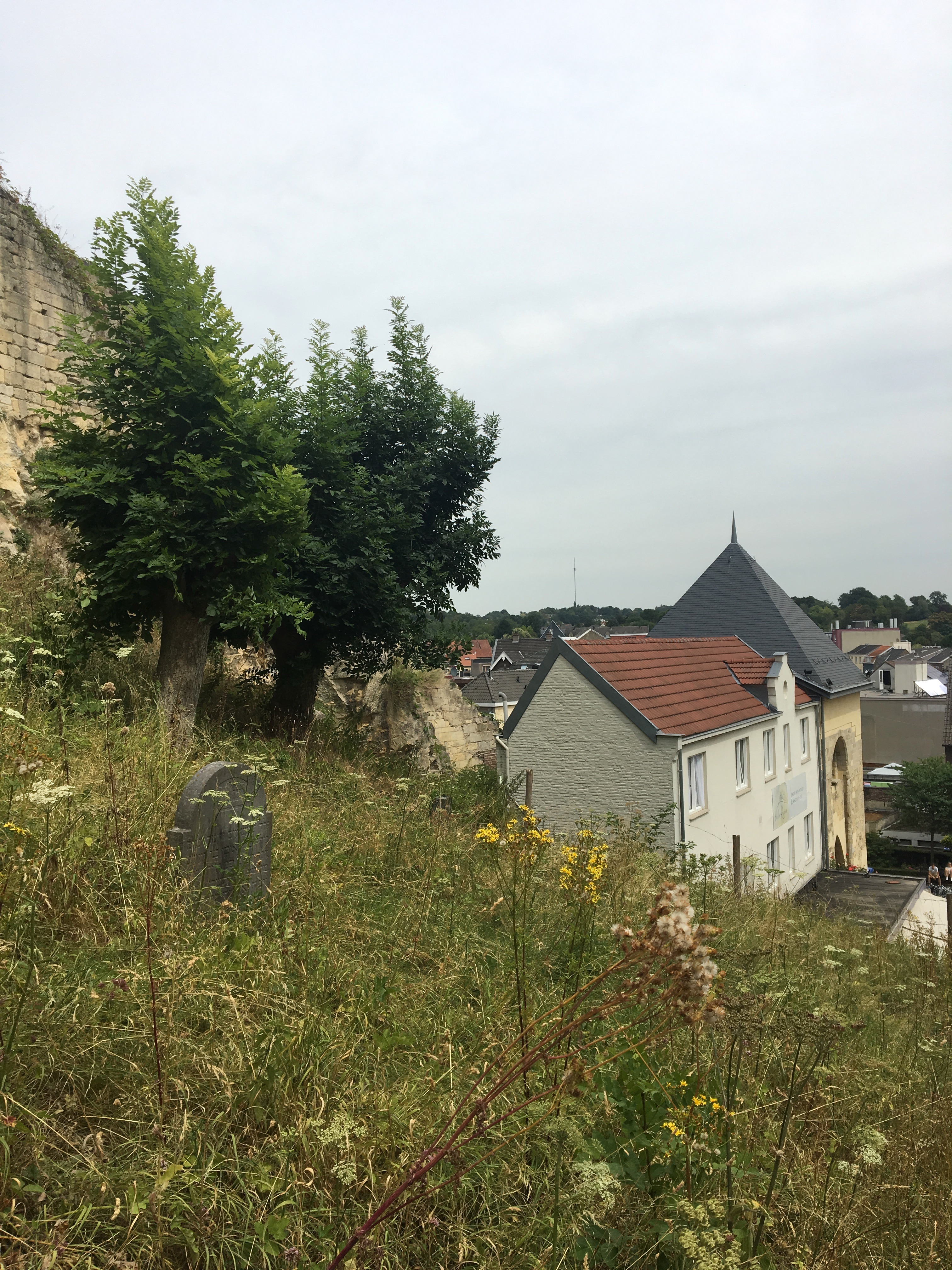
De joodse begraafplaats aan de oostzijde van de Kasteelruïne.
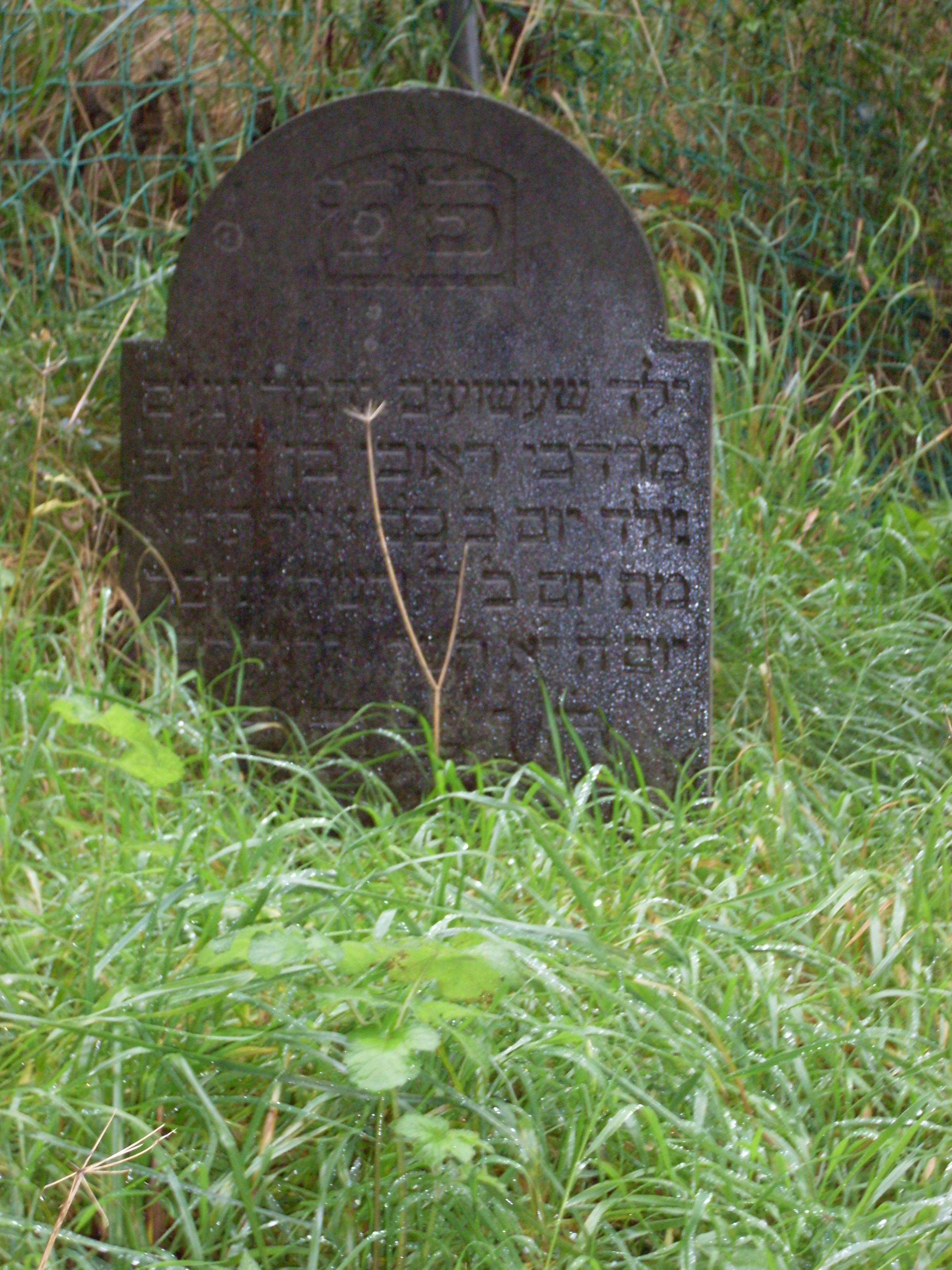
Het graf van Maximiliaan Bachrach, gelegen op de oude Joodse begraafplaats van Valkenburg
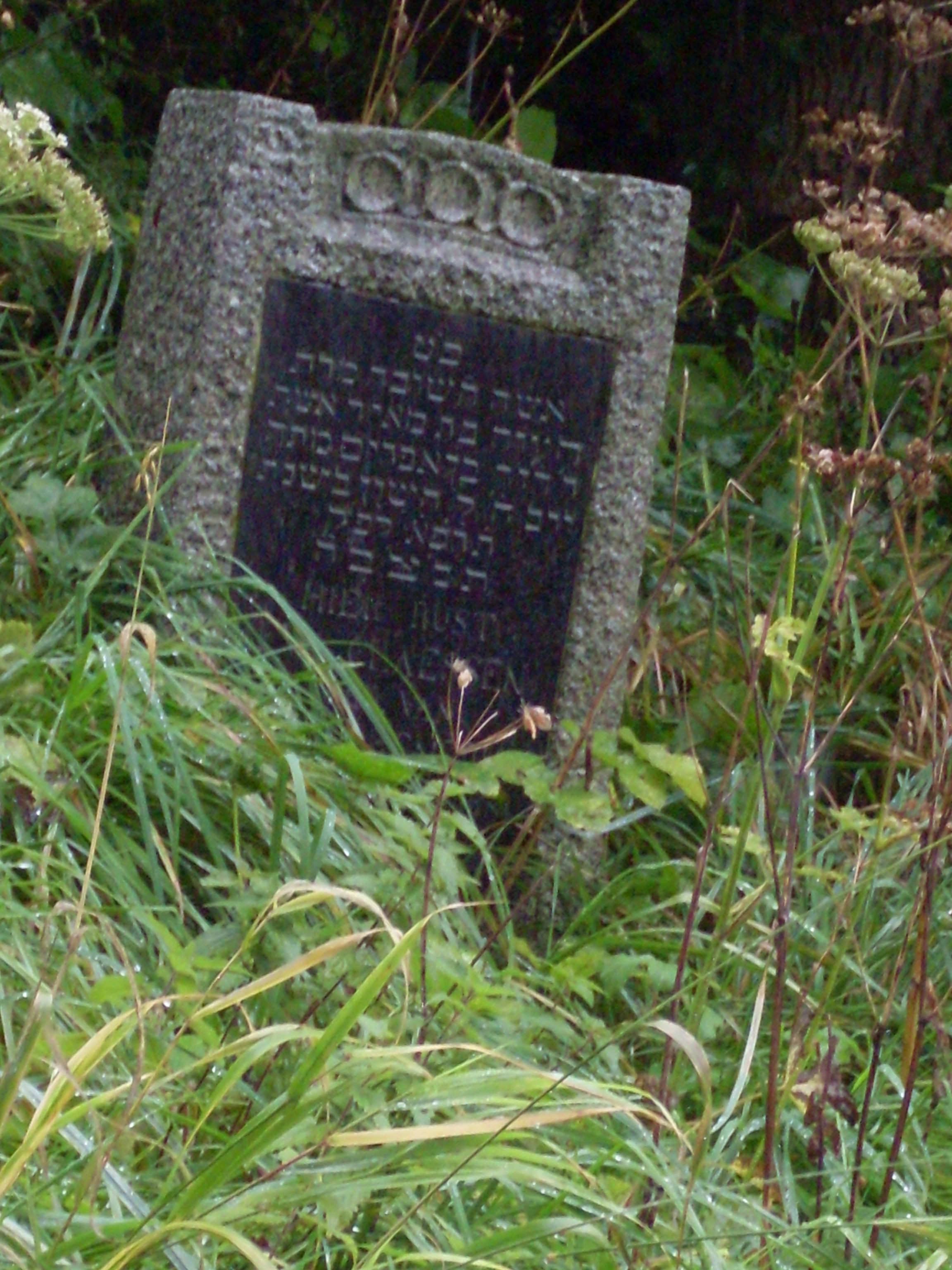
Het graf van Eva Claessen, gelegen op de oude Joodse begraafplaats van Valkenburg
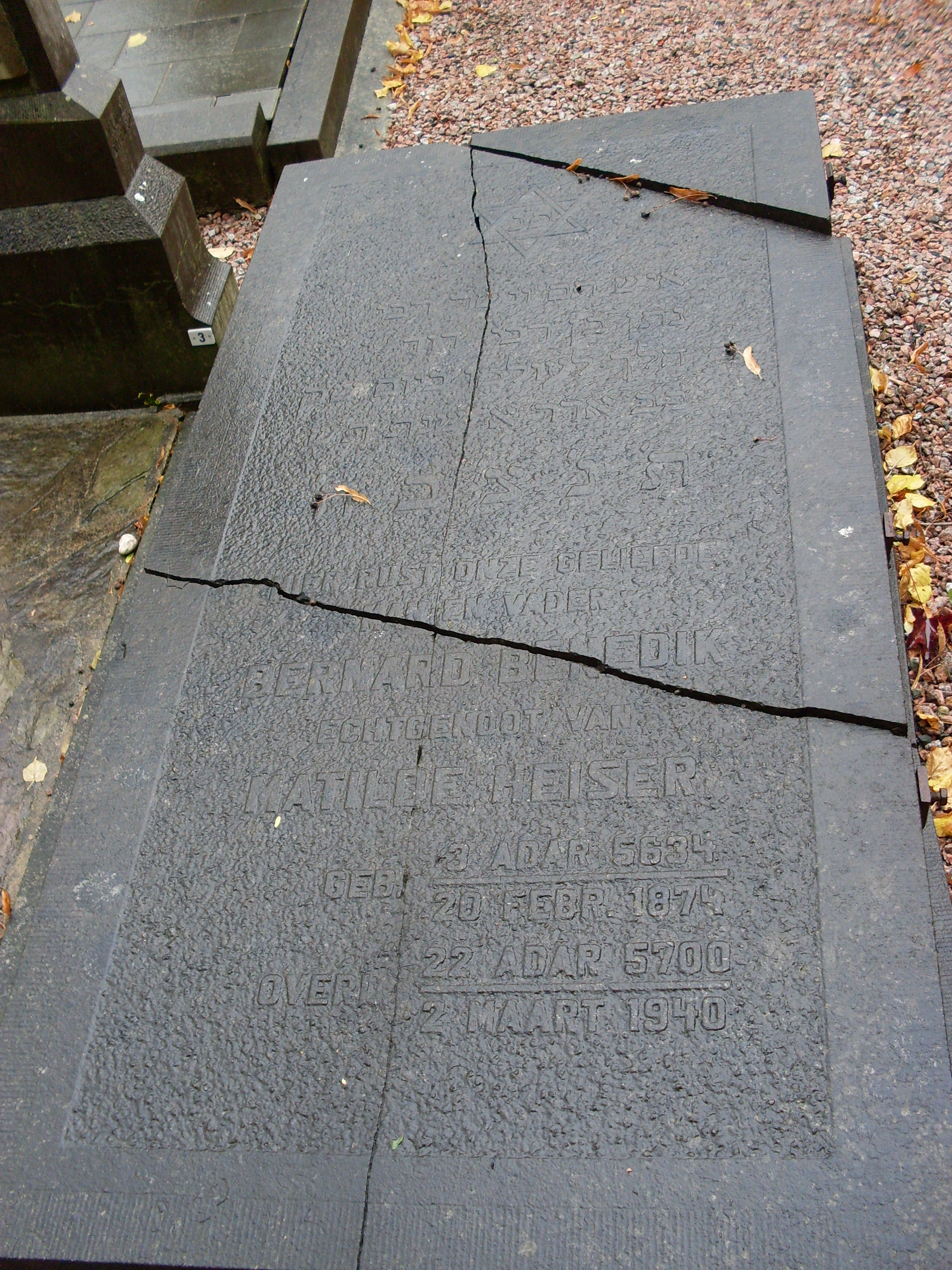
Het graf van Bernard Benedik, gelegen op de nieuwe Joodse begraafplaats van Valkenburg
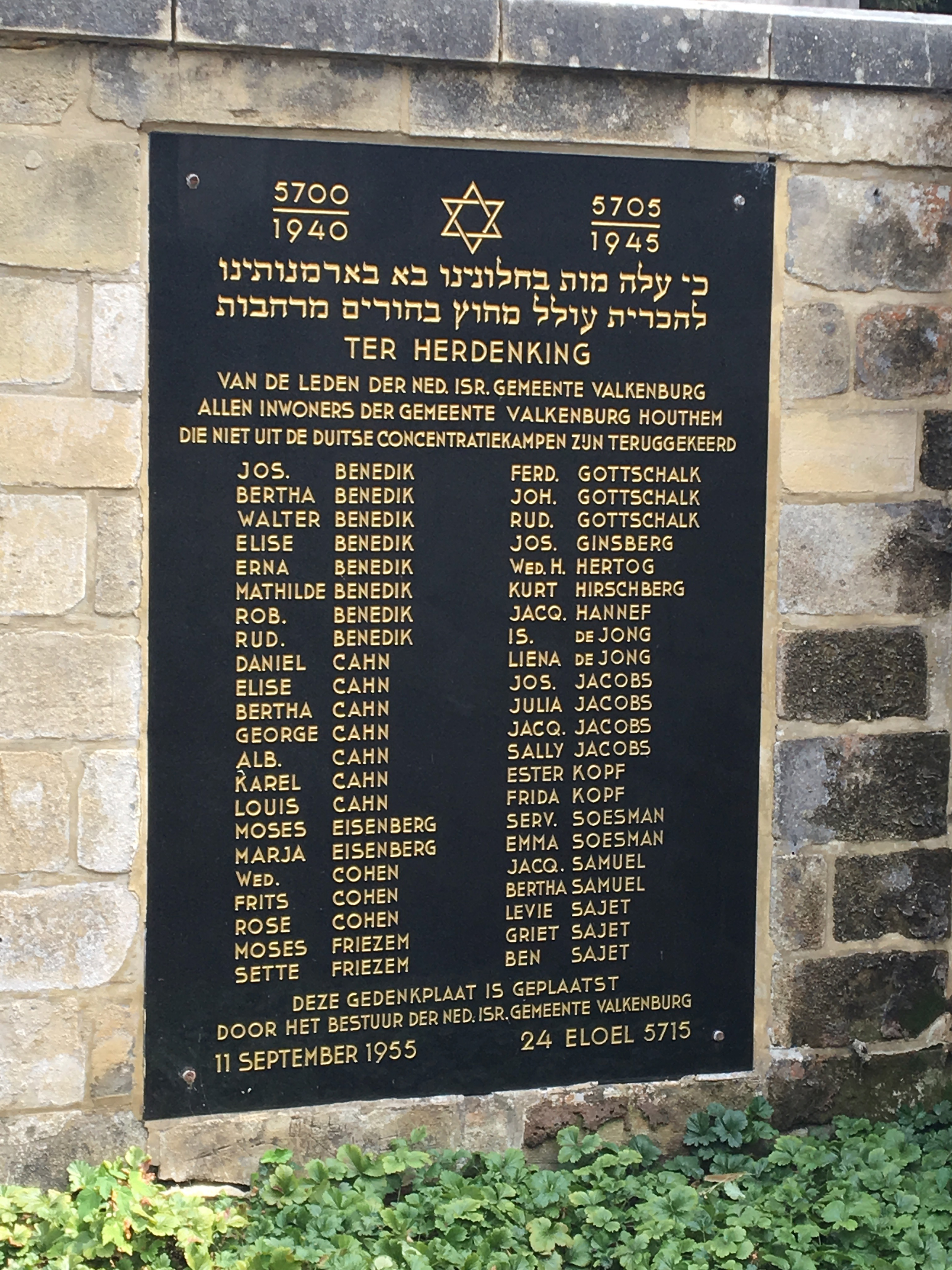
Herdenkingssteen van de in de Tweede Wereldoorlog omgekomen joden uit Valkenburg.